# Anna Thillon
Pour les articles homonymes, voir Hunt.
Sophie Anne Hunt, connue sous le nom Anna Thillon,  est une cantatrice britannique (soprano) née le 10 mars 1817 à Londres et morte le 5 mai 1903 à Torquay. 

## Biographie
Elle reçoit l'essentiel de sa formation musicale en France où elle étudie auprès de Marco Bordogni, Giovanni Tadolini et Claude Thomas Thillon, chef d'orchestre de la Société philharmonique du Havre, qu'elle épouse le 5 juin 1833.. Après quelques représentations en province, elle fait ses débuts à Paris au théâtre de la Renaissance (salle Ventadour) en 1838 dans le rôle-titre de Lady Melvil d'Albert Grisar. En 1840 elle passe à l'Opéra-Comique où elle créé les rôles de Catarina dans Les Diamants de la couronne (1841) et Casilda dans La Part du diable (1843) de Daniel-François-Esprit Auber, qui se prend de passion pour elle. Elle fait ses débuts anglais en 1844 au Princess's Theatre (en) de Londres dans une reprise du rôle de Catarina. Elle se produit plus tard au théâtre de Drury Lane où elle créé le rôle de Stella dans The Enchantress de Balfe. Sa carrière américaine commence en 1851 à San Francisco, où elle se produit lors de la première saison lyrique professionnelle, puis à New York mais elle se retire de la scène quatre ans plus tard et s'installe dans la ville côtière anglaise de Torquay où elle meurt à 86 ans, veuve et sans descendance.